# Parsowo
Parsowo (deutsch Parsow) ist ein Dorf in der Woiwodschaft Westpommern in Polen. Es gehört zur Gmina Biesiekierz (Landgemeinde Biziker) im Powiat Koszaliński (Kösliner Kreis).

## Geographische Lage

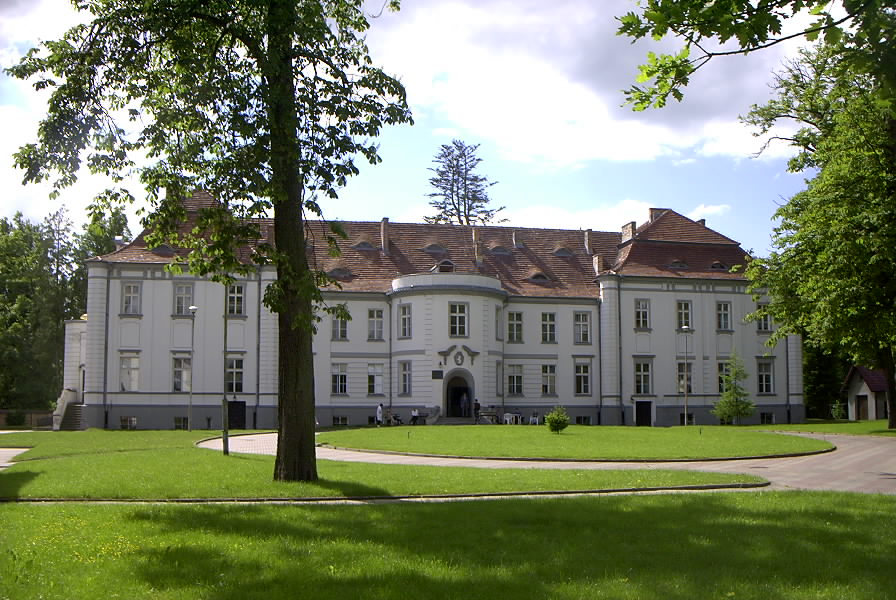
Ehemaliges Schloss der Familie von Gerlach (Aufnahme von 2006)

Das Dorf liegt in Hinterpommern, etwa 15 Kilometer südwestlich der Kreisstadt Koszalin (Köslin) und zehn Kilometer nordöstlich der Stadt Karlino (Körlin an der Persante). Südlich und östlich des Dorfes verläuft von Südwest nach Nordost die Landesstraße 6.
Der nächste Nachbarort ist zwei Kilometer westlich das Dorf Świemino (Schwemmin).

## Geschichte
Das Dorf wurde, bereits mit dem heutigen Ortsnamen Parsow, erstmals in einer Urkunde aus dem Jahre 1227 erwähnt, mit der Herzog Barnim I. von Pommern und seine Mutter dieses Dorf, zusammen mit zwölf anderen Dörfern, dem neugegründeten Kloster Marienbusch schenkten. Mit einer Urkunde von 1252 gelangte Parsow dann im Rahmen eines Tauschgeschäfts vom Kloster Belbuck an Hermann von Gleichen, den künftigen Bischof von Cammin.
Später war Parsow im Besitz der adligen Familie von Parsow, die 1658 ausstarb. Danach folgte die Familie von Heydebreck, als erster Besitzer der Schlosshauptmann Jakob von Heydebreck.
1779 erwarb der Geheime Finanzrat Friedrich Wilhelm von Gerlach Parsow. Dieser besaß auch weitere Güter und hatte bereits 1765 das benachbarte Schwemmin erworben. Bis 1945 blieb die Gutsherrschaft dann im Besitz der Familie von Gerlach. Nachdem Friedrich Wilhelm von Gerlach 1780 starb, teilten seine Söhne die Güter auf. Parsow und Schwemmin kamen an seinen ältesten Sohn Ludwig Wilhelm August von Gerlach, der Hofgerichtspräsident in Köslin wurde. Dieser starb 1809 und bestimmte in seinem Testament die Güter Parsow und Schwemmin zu einem Familienfideikommiss. Erster Inhaber des Fideikommiss wurde sein Sohn, der spätere Landrat Carl Heinrich von Gerlach. Ihm folgte zunächst der ältere Sohn, der Leutnant Bogislav von Gerlach, vormals Zögling auf der Ritterakademie am Dom zu Brandenburg. Dann übernahm der jüngere Bruder August von Gerlach die Besitzungen. Ende der 1930er Jahre hatte Gut Parsow einen Umfang von 727 ha. Das Nebengut Schwemmin wiederum eine Größe von 773 ha.
1939 zählte Parsow 291 Einwohner. Die Gemeinde Parsow gehörte vor 1945 zum Landkreis Köslin in der preußischen Provinz Pommern.
1945 kam das Dorf, wie ganz Hinterpommern, an Polen. Der letzte Gutsherr Carl August von Gerlach-Parsow (1883–1945) wurde verschleppt und kam ums Leben. Seine Ehefrau Ruth von Bonin lebte dann mit ihren Kindern in Holstein. Das Dorf erhielt den polnischen Ortsnamen Parsowo.

## Sehenswürdigkeiten
- Schloss Parsow, Mitteltrakt 1782 errichtet, Nordflügel von 1860, Südflügel von 1910, im Jahre 1922 einheitlich umgebaut. Das Gebäude selber überstand das Jahr 1945, das Inventar wurde geplündert.

## Persönlichkeiten

### Söhne und Töchter des Ortes
- Georg Konrad von der Goltz (1704–1747), preußischer Generalmajor und Chef der Gensdarmes
- Georg Christian von Heydebreck (1765–1828), Oberpräsident der Provinz Brandenburg
- August von Gerlach (1830–1906), Landrat des Kreises Fürstenthum und später des Kreises Köslin, Mitglied des Preußischen Herrenhauses

### Persönlichkeiten mit Bezug zum Ort
- Carl Heinrich von Gerlach (1783–1860), Landrat, stellvertretender Landtagsmarschall des pommerschen  Provinziallandtages, Mitglied des Preußischen Herrenhauses, Gutsherr auf Parsow